# Telefonia
Telefonia é o campo da tecnologia envolvendo o desenvolvimento, aplicação e implantação de telecomunicações serviços com a finalidade de transmissão eletrónica de voz, fax ou dados, entre partes distantes. A história da telefonia está intimamente ligada à invenção e ao desenvolvimento do telefone.
A telefonia é comumente referida como a construção ou operação de telefones e sistemas telefônicos e como um sistema de telecomunicações em que o equipamento telefônico é empregado na transmissão da fala ou outro som entre pontos, com ou sem o uso de fios. O termo também é usado com frequência para se referir a hardware, software e sistemas de rede de computador que executam funções tradicionalmente executadas por equipamento telefônico. Neste contexto, a tecnologia é especificamente referida como telefonia pela Internet ou voz sobre protocolo da Internet (VoIP).

## Visão geral
Os primeiros telefones eram conectados diretamente aos pares. Cada usuário tinha um telefone separado com fio para cada local a ser contatado. Isso rapidamente se tornou inconveniente e incontrolável quando os usuários queriam se comunicar com mais do que algumas pessoas. A invenção da central telefônica forneceu a solução para estabelecer conexões telefônicas com qualquer outro telefone em serviço na área local. Cada telefone foi conectado à central primeiro com um fio, depois um par de fios, o loop local. Trocas próximas em outras áreas de serviço foram conectadas com linhas troncais e o serviço de longa distância pode ser estabelecido retransmitindo as chamadas por meio de múltiplas centrais.
Inicialmente, as centrais telefônicas eram operadas manualmente por um atendente, comumente denominado "operador de central telefônica". Quando um cliente acionava a manivela do telefone, ele ativava um indicador no quadro na frente da operadora, que, em resposta, conectava o fone de ouvido da operadora a essa tomada e oferecia o serviço. O chamador tinha que perguntar pelo nome da parte chamada, depois pelo número, e a operadora conectava uma extremidade de um circuito ao conector da parte chamada para alertá-los. Se a estação chamada atender, a operadora desconecta o fone de ouvido e conclui o circuito estação a estação. As chamadas troncais foram realizadas com o auxílio de outras operadoras em outros trocadores da rede.
Até a década de 1970, a maioria dos telefones estava permanentemente conectada à linha telefônica instalada nas instalações do cliente. Posteriormente, a conversão para instalação de conectores que terminavam a fiação interna permitiu a troca simples de aparelhos de telefone por plugues de telefone e permitiu a portabilidade do aparelho para vários locais nas instalações onde os conectores foram instalados. A fiação interna de todos os conectores foi conectada em um lugar ao fio que conecta o prédio a um cabo. Os cabos geralmente trazem um grande número de fios drop de toda a rede de acesso distrital para uma central de fios ou central telefônica. Quando um usuário de telefone deseja fazer uma chamada telefônica, o equipamento na central examina o discado número de telefone e conecta essa linha telefônica a outra no mesmo centro de fio, ou a um tronco para uma central distante. A maioria das centrais telefônicas no mundo está interconectada por um sistema de sistemas de comutação maiores, formando a rede telefônica pública comutada (PSTN).
Na segunda metade do século XX, o fax e os dados tornaram-se importantes aplicações secundárias da rede criada para transportar vozes e, no final do século, partes da rede foram atualizadas com ISDN e DSL para melhorar o tratamento desse tráfego.
Hoje, a telefonia utiliza a tecnologia digital (telefonia digital) no fornecimento de serviços e sistemas telefônicos. As chamadas telefônicas podem ser feitas de forma digital, mas podem ser restritas aos casos em que a última milha é digital, ou quando a conversão entre sinais digitais e analógicos ocorre dentro do telefone. Esse avanço reduziu os custos de comunicação e melhorou a qualidade dos serviços de voz. A primeira implementação deste, ISDN, permitiu todo o transporte de dados de ponta a ponta rapidamente através de linhas telefônicas. Posteriormente, esse serviço se tornou muito menos importante devido à capacidade de fornecer serviços digitais com base no protocolo IP.
Desde o advento da tecnologia do computador pessoal na década de 1980, a integração computador-telefonia (CTI) tem oferecido serviços de telefonia cada vez mais sofisticados, iniciados e controlados pelo computador, como fazer e receber chamadas de voz, fax e dados com serviços de lista telefônica e chamador identificação. A integração de software de telefonia e sistemas de computador é um grande desenvolvimento na evolução da automação de escritório. O termo é usado para descrever os serviços informatizados de centrais de atendimento, como aqueles que direcionam sua ligação para o departamento certo na empresa para a qual você está ligando. Às vezes, também é usado para a capacidade de usar seu computador pessoal para iniciar e gerenciar chamadas telefônicas (nesse caso, você pode pensar em seu computador como seu call center pessoal). CTI não é um conceito novo e já foi usado no passado em grandes redes de telefonia, mas apenas call centers dedicados poderiam justificar os custos de instalação do equipamento necessário. Os principais provedores de serviços de telefonia estão oferecendo serviços de informação, como identificação automática de número, que é uma arquitetura de serviço telefônico que separa os serviços CTI da comutação de chamadas e tornará mais fácil adicionar novos serviços. O Serviço de Identificação de Número Discado (DNIS) em uma escala é amplo o suficiente para que sua implementação agregue valor real ao uso de telefone residencial ou comercial. Uma nova geração de aplicativos (middleware) está sendo desenvolvida como resultado da padronização e disponibilização de links de telefonia computacional de baixo custo.

## Interceptação telefônica
A comunicação telefônica pode ser interceptada por terceiros através de dispositivos conectados à linha telefônica.